# Chrysocrambus major
Chrysocrambus major là một loài bướm đêm trong họ Crambidae.